# Campionat del Món de Clubs de futbol 2009
El Campionat del Món de Clubs de futbol 2009 és una competició de futbol organitzada per la FIFA que es va celebrar als Emirats Àrabs Units durant el mes de desembre de 2009. El Futbol Club Barcelona en fou el vencedor, esdevenint així el primer equip que guanya el sextet, és a dir, tots els títols possibles en un any natural, una fita mai assolida fins aquell moment per cap altre club al món.
Els equips de futbol que resulten campions a cadascuna de les sis confederacions de la FIFA juguen un torneig amb eliminatòries a partit únic. A més, també hi juga el campió de la UAE League com a representant del país amfitrió.
Hi ha una eliminatòria prèvia que enfronta el campió àrab i el campió de la Confederació de Futbol d'Oceania (OFC). Els partits de quarts de final enfronten els equips de la Confederació Asiàtica de Futbol (AFC), la Confederació Africana de Futbol (CAF), la CONCACAF i el guanyador de l'eliminatòria prèvia. Els campions dels tornejos de la UEFA i la Confederació Sudamericana de Futbol (CONMEBOL) passen directament a les semifinals. Els perdedors dels quarts de final es juguen el cinquè lloc, mentre que els perdedors de les semifinals es juguen el tercer lloc.

## Equips classificats
Els següents equips es van classificar per al torneig del 2009:
| Entren a les semifinals        | Entren a les semifinals                                                                   |
| ------------------------------ | ----------------------------------------------------------------------------------------- |
| FC Barcelona                   | Guanyador de la Lliga de Campions 2008-2009 de la UEFA                                    |
| Estudiantes                    | Guanyador de la Copa Libertadores 2009 de la Confederació Sudamericana de Futbol          |
| Entren als quarts              |                                                                                           |
| CF Atlante                     | Guanyador de la Champions League de la CONCACAF 2008-09 de la CONCACAF                    |
| TP Mazembe                     | Guanyador de la Lliga de Campions d'Àfrica 2009 de la Confederació Africana de Futbol     |
| Pohang Steelers                | Guanyador de la Lliga de Campions d'Àsia 2009 de la Confederació Asiàtica de Futbol       |
| Juguen una eliminatòria prèvia |                                                                                           |
| Auckland City FC               | Guanyador del Campionat de Clubs d'Oceania 2008-09 de la Confederació de Futbol d'Oceania |
| Al-Ahli Club Dubai             | Guanyador de la UAE League                                                                |

## Seus
El Campionat del Món de clubs de 2009 es disputà a Abu Dhabi.
| Abu Dhabi                                                      | Abu Dhabi                                                      |
| -------------------------------------------------------------- | -------------------------------------------------------------- |
| Estadi Mohammed bin Zayed                                      | Estadi Xeic Zayed                                              |
| 24° 27′ 09.95″ N, 54° 23′ 31.27″ E / 24.4527639°N,54.3920194°E | 24° 24′ 57.92″ N, 54° 27′ 12.93″ E / 24.4160889°N,54.4535917°E |
| Capacitat: 42.056                                              | Capacitat: 50.000                                              |
|                                                                | Estadi Xeic Zayed                                              |

## Quadre de competició
|  | Prèvia                     | Prèvia                     |                            |               | Quarts de final            | Quarts de final            |             |             | Semifinals | Semifinals |  |  | Final                      | Final                      |
|  | 9 de desembre - Abu Dhabi  |                            |                            |               |                            |                            |             |             |            |            |  |  |                            |                            |
|  | Al-Ahli Club Dubai         | 0                          |                            |               | 11 de desembre - Abu Dhabi | 11 de desembre - Abu Dhabi |             |             |            |            |  |  |                            |                            |
|  | Al-Ahli Club Dubai         | 0                          |                            |               | 11 de desembre - Abu Dhabi | 11 de desembre - Abu Dhabi |             |             |            |            |  |  |                            |                            |
|  | Auckland City              | 2                          |                            |               | TP Mazembe                 | 1                          |             |             |            |            |  |  |                            |                            |
|  | Auckland City              | 2                          | 15 de desembre - Abu Dhabi |               | TP Mazembe                 | 1                          |             |             |            |            |  |  |                            |                            |
|  |                            |                            |                            |               | Pohang Steelers            | 2                          |             |             |            |            |  |  |                            |                            |
|  | Pohang Steelers            | 1                          |                            |               | Pohang Steelers            | 2                          |             |             |            |            |  |  |                            |                            |
|  | Pohang Steelers            | 1                          |                            |               |                            |                            |             |             |            |            |  |  |                            |                            |
|  |                            |                            | Estudiantes                | 2             |                            |                            |             |             |            |            |  |  |                            |                            |
|  |                            |                            | Estudiantes                | 2             |                            |                            |             |             |            |            |  |  |                            |                            |
|  |                            |                            | 19 de desembre - Abu Dhabi |               |                            |                            |             |             |            |            |  |  |                            |                            |
|  |                            |                            |                            |               |                            |                            |             |             |            |            |  |  |                            |                            |
|  | Estudiantes                | 1                          |                            |               |                            |                            |             |             |            |            |  |  |                            |                            |
|  | Estudiantes                | 1                          | 12 de desembre - Abu Dhabi |               |                            |                            |             |             |            |            |  |  |                            |                            |
|  |                            | FC Barcelona               | 2                          |               |                            |                            |             |             |            |            |  |  |                            |                            |
|  |                            |                            | 2                          | Auckland City | 0                          |                            |             |             |            |            |  |  |                            |                            |
|  | 16 de desembre - Abu Dhabi |                            |                            | Auckland City | 0                          |                            |             |             |            |            |  |  |                            |                            |
|  |                            | CF Atlante                 | 3                          |               |                            |                            |             |             |            |            |  |  |                            |                            |
|  | CF Atlante                 | CF Atlante                 | 3                          | 1             |                            |                            |             |             |            |            |  |  |                            |                            |
|  | CF Atlante                 | Cinquè lloc                | Cinquè lloc                | 1             |                            |                            | Tercer lloc | Tercer lloc |            |            |  |  |                            |                            |
|  |                            | Cinquè lloc                | Cinquè lloc                |               | FC Barcelona               | 3                          | Tercer lloc | Tercer lloc |            |            |  |  |                            |                            |
|  | TP Mazembe                 | 2                          | Pohang Steelers            | 1*            | FC Barcelona               | 3                          |             |             |            |            |  |  |                            |                            |
|  | TP Mazembe                 | 2                          | Pohang Steelers            | 1*            |                            |                            |             |             |            |            |  |  |                            |                            |
|  | Auckland City              | 3                          | CF Atlante                 | 1             |                            |                            |             |             |            |            |  |  |                            |                            |
|  | Auckland City              | 3                          | CF Atlante                 | 1             |                            |                            |             |             |            |            |  |  |                            |                            |
|  | 16 de desembre – Abu Dhabi | 16 de desembre – Abu Dhabi |                            |               |                            |                            |             |             |            |            |  |  | 19 de desembre - Abu Dhabi | 19 de desembre - Abu Dhabi |

## Resultats
Les hores corresponen al fus UTC+04:00. Per saber l'hora equivalent al fus de Barcelona (UTC+01:00), cal restar-n'hi 3.

### Prèvia
| Al-Ahli Club Dubai | 0-2 (0-1)      | Auckland City FC            |
| ------------------ | -------------- | --------------------------- |
|                    | Fitxa (anglès) | Dickinson 45' · Coombes 67' |

### Quarts de final
| TP Mazembe | 1-2 (1-0)      | Pohang Steelers  |
| ---------- | -------------- | ---------------- |
| Bedi 28'   | Fitxa (anglès) | Denilson 50' 78' |

| Auckland City FC | 0-3 (0-1)      | CF Atlante                                     |
| ---------------- | -------------- | ---------------------------------------------- |
|                  | Fitxa (anglès) | Arreola 36' · Bermúdez 69' · Lucas Silva 90+1' |

### Semifinals
| Pohang Steelers | 1-2 (0-1)      | Estudiantes       |
| --------------- | -------------- | ----------------- |
| Denilson 71'    | Fitxa (anglès) | Benítez 45+2' 53' |

| CF Atlante | 1-3 (1-1)      | FC Barcelona                         |
| ---------- | -------------- | ------------------------------------ |
| Rojas 5'   | Fitxa (anglès) | Busquets 35' · Messi 55' · Pedro 67' |

### Cinquè i sisè lloc
| TP Mazembe                 | 2-3 (0-1)      | Auckland City FC                  |
| -------------------------- | -------------- | --------------------------------- |
| Kasongo 60' · Kasusula 67' | Fitxa (anglès) | Hayne 29' 72' · Van Steeden 90+4' |

### Tercer i quart lloc
| Pohang Steelers                                                         | 1-1 (1-0)      | CF Atlante                                       |
| ----------------------------------------------------------------------- | -------------- | ------------------------------------------------ |
| Denilson 42'                                                            | Fitxa (anglès) | Márquez 46'                                      |
| Tanda de penals                                                         |                |                                                  |
| No Byung-Jun · Denilson · Shin Hyung-Min · Park Hee-Chul · Kim Hyung-Il | 4-3            | Solari · Márquez · Peralta · Lucas Silva · Vilar |

### Final
| Estudiantes | 1-1 (1-0) (1-2 a la pròrroga) | FC Barcelona           |
| ----------- | ----------------------------- | ---------------------- |
| Boselli 37' | Fitxa (anglès)                | Pedro 89' · Messi 110' |

| Campió del Món de Clubs de futbol 2009 |
| -------------------------------------- |
| FC Barcelona Primer títol              |

## Golejadors
| Jugador             | Club             | Gols |
| ------------------- | ---------------- | ---- |
| Denilson            | Pohang Steelers  | 4    |
| Jason Hayne         | Auckland City FC | 2    |
| Lionel Messi        | FC Barcelona     | 2    |
| Pedro               | FC Barcelona     | 2    |
| Leandro Benítez     | Estudiantes      | 2    |
| Daniel Arreola      | CF Atlante       | 1    |
| Christian Bermúdez  | CF Atlante       | 1    |
| Rafael Márquez Lugo | CF Atlante       | 1    |
| Guillermo Rojas     | CF Atlante       | 1    |
| Lucas Silva         | CF Atlante       | 1    |
| Chad Coombes        | Auckland City FC | 1    |
| Adam Dickinson      | Auckland City FC | 1    |
| Riki van Steeden    | Auckland City FC | 1    |
| Sergio Busquets     | FC Barcelona     | 1    |
| Mauro Boselli       | Estudiantes      | 1    |
| Mbenza Bedi         | TP Mazembe       | 1    |
| Ngandu Kasongo      | TP Mazembe       | 1    |
| Kilitcho Kasusula   | TP Mazembe       | 1    |